# Esperanza (Sultan Kudarat)
Esperanza (Bayan ng Esperanza) är en kommun på Filippinerna. Kommunen ligger på ön Mindanao, och tillhör provinsen Sultan Kudarat. Folkmängden uppgick 2012 till 47 578 invånare.

## Källor

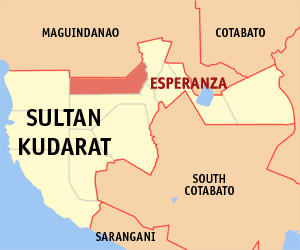
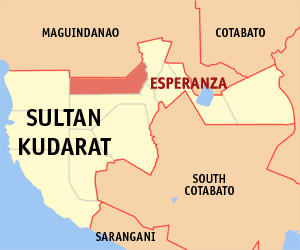

## Barangayer
Esperanza delas in i 19 barangayer.
| - Ala - Daladap - Dukay - Guiamalia - Ilian - Kangkong - Laguinding - Magsaysay - Margues - New Panay | - Numo - Paitan - Pamantingan - Poblacion - Sagasa - Salabaca - Saliao - Salumping - Villamor - Kauran |